# Toxoplasmose cerebral
O Toxoplasma gondii é conhecido por infectar um número considerável de espécies de mamíferos e aves e uma proporção substancial da população humana mundial. O parasita tem uma capacidade impressionante de se disseminar no corpo do hospedeiro e emprega várias tácticas para ultrapassar a barreira hemato-encefálica altamente reguladora e residir no cérebro. Em indivíduos saudáveis, a infecção por T. gondii é largamente tolerada sem quaisquer efeitos nocivos óbvios. No entanto, a infecção primária em doentes imunodeprimidos pode resultar em doença cerebral ou sistémica aguda, e a reactivação de quistos tecidulares latentes pode levar a um resultado mortal. É imperativo que o tratamento da encefalite toxoplásmica com risco de vida seja atempado e eficaz. Na prática clínica, têm sido utilizados vários regimes terapêuticos e profilácticos. As abordagens actuais podem controlar a infecção causada pelos taquizoítos invasivos e altamente proliferativos, mas não podem eliminar os quistos tecidulares dormentes. Eventos adversos e outras limitações estão associados à terapia padrão baseada em pirimetamina, e não há vacinas eficazes disponíveis.
O organismo oportunista Toxoplasma gondii tem despertado interesse a nível mundial devido ao seu impacto na saúde pública e a nível socioeconómico. Este parasita apicomplexo pode infectar um grande número de animais domésticos e selvagens e tem infectado um número significativo de pessoas em todo o mundo. As pessoas são infectadas principalmente através do consumo de carne crua ou mal cozinhada (particularmente borrego e porco) contendo cistos de tecido infeccioso ou através da ingestão de oocistos esporulados em vegetais, frutas ou água contaminada com fezes de felinos. No local inicial da infecção no intestino, o T. gondii infecta várias células imunitárias e utiliza-as para migrar e infiltrar-se no cérebro, onde emprega várias estratégias para ultrapassar a complexa estrutura celular da barreira hematoencefálica (BHE). Na grande maioria dos indivíduos com respostas imunitárias competentes, a infecção primária é assintomática ou pode produzir uma doença ligeira, semelhante à gripe, e o parasita acaba por ficar adormecido num quisto tecidular. No entanto, em menos de 10% das infecções, pode ocorrer uma síndrome semelhante à mononucleose com dor de cabeça, mal-estar, febre, linfadenopatia cervical e fadiga. A infecção primária por T. gondii também pode causar doença ocular e, em mulheres grávidas, pode levar à morte fetal ou a lesões cerebrais em crianças infectadas congenitamente.
Para além das três formas clínicas clássicas de toxoplasmose (ocular, congénita e cerebral), foi também relatada a associação da infecção latente por T. gondii com uma série de alterações comportamentais e perturbações neuropsiquiátricas. A recorrência da toxoplasmose a partir da latência é uma causa frequente de encefalite toxoplásmica (ET) em pessoas com condições imunossupressoras, como a infecção avançada pelo VIH, o transplante de órgãos e a doença neoplásica, ou naqueles que recebem terapias imunossupressoras (por exemplo, rituximab). Estes doentes são particularmente vulneráveis ao recrudescimento da infecção latente, em que bradizoítos de divisão lenta se transformam em taquizoítos de replicação rápida, o que pode resultar em consequências fatais. Os sintomas da TE podem incluir encefalopatia difusa, cefaleias, confusão, fraqueza, dormência, incoordenação e convulsões. Podem também ocorrer manifestações extracerebrais, como problemas respiratórios e visuais.

## Biologia do parasita

### Formas do ciclo de vida e vias de transmissão
A origem do ciclo de vida de vários estágios do Toxoplasma gondii foi bem estabelecida. Durante o seu desenvolvimento, o T. gondii progride através de 3 formas distintivas principais, nomeadamente, oocisto (contendo esporozoítos), taquizoíto e cisto tecidular (contendo bradizoítos). Os oocistos são o produto final da reprodução sexual e formam-se exclusivamente no intestino dos felinos infectados. O taquizoíto intracelular obrigatório e o bradizoíto representam as duas fases principais do ciclo de reprodução assexuada do parasita. Os taquizoítos representam a fase de divisão rápida no interior das células hospedeiras. Os taquizoítos podem disseminar-se para tecidos múltiplos e distantes do corpo do hospedeiro e podem provocar respostas imunitárias significativas. Embora os fármacos quimioterapêuticos e as defesas imunitárias do hospedeiro possam limitar o seu crescimento, alguns taquizoítos têm a capacidade de ultrapassar estes desafios formidáveis e transformar-se em bradizoítos de replicação lenta. Em contraste com os taquizoítos, os bradizoítos dividem-se lentamente e permanecem dormentes, protegidos dentro de um cisto específico de estágio que se localiza principalmente no cérebro e no músculo (esquelético e cardíaco), presumivelmente devido à eliminação menos rápida do parasita causada pela reduzida renovação celular nesses tecidos em comparação com a de outros órgãos. A preferência do T. gondii por infectar os neurónios e a sua localização particular nos processos neuronais foi demonstrada in vivo pela primeira vez, utilizando uma estirpe de T. gondii que segrega Cre nas células hospedeiras, o que permitiu a identificação específica e a visualização directa dos neurónios infectados. Os bradizoítos estão contidos em quistos tecidulares que podem escapar às respostas imunitárias do hospedeiro e facilitar o estabelecimento de uma infecção persistente a longo prazo sem causar doença evidente. Um estudo recente identificou o factor de transcrição do tipo Myb (BFD1) como um regulador-chave para a diferenciação dos bradizoítos. A infecção nos seres humanos ocorre normalmente através do consumo de alimentos ou água contaminados com cistos ou oocistos de tecidos. A transmissão "vertical" congénita também ocorre, na qual os taquizoítos de T. gondii são passados da mãe para o feto através da placenta. Outras vias de transmissão do T. gondii incluem o transplante de órgãos e a transfusão de sangue.

### Estratégias de reprodução
De acordo com o paradigma estabelecido, o ciclo de vida do T. gondii envolve fases de reprodução sexual e assexual. A fase de reprodução sexual, conhecida como "gametogonia", ocorre em gatos (e outros felídeos), que servem como hospedeiros "definitivos" exclusivos do T. gondii. No epitélio intestinal do hospedeiro definitivo, o T. gondii diferencia-se em gâmetas masculinos e femininos que formam zigotos, que saem do intestino do gato e são excretados nas fezes como oocistos. Esta é a principal fonte de recombinação genética, caso o gato seja co-infectado com mais do que uma estirpe de T. gondii. Os gatos infectados excretam milhões de oócitos durante um período não recorrente que pode durar até 3 semanas. Dentro de 2 a 3 dias após a excreção, dependendo das condições ambientais, os oocistos sofrem maturação/esporulação para se tornarem infecciosos. Uma vez esporulados, os oocistos podem sobreviver no ambiente e manter a sua viabilidade durante mais de um ano. A razão pela qual o epitélio intestinal dos felinos é o único tecido que pode acomodar a reprodução sexual deste parasita permanece em grande parte desconhecida. Nos últimos anos, aumentou o interesse no desenvolvimento de métodos para estabelecer modelos de cultura in vitro do intestino do gato, e espera-se que estes modelos possam ajudar a desvendar os mecanismos que permitem que esta localização específica neste hospedeiro específico suporte o desenvolvimento sexual do T. gondii. Um estudo recente utilizando organóides intestinais felinos demonstrou que um factor crítico na ocorrência exclusiva de reprodução sexual e produção de oocistos no intestino felino é a abundância intrínseca de ácido linoleico nos gatos, em comparação com a de outros hospedeiros mamíferos (não-felídeos). O intestino do gato é geneticamente deficiente na enzima delta-6-desaturase que converte o ácido linoleico em ácido araquidónico. Surpreendentemente, níveis elevados de ácido linoleico, juntamente com a inibição da delta-6-desaturase que suprime a conversão metabólica do ácido linoleico em ácido araquidónico, também desencadearam a reprodução sexual e a formação de oocistos em ratos. A análise temporal do transcriptoma do intestino do gato durante as primeiras 96 horas após a infecção por T. gondii revelou alterações significativas nos transcritos associados à resposta imunitária e às vias metabólicas. Um estudo recente mostrou que a diferenciação sexual em T. gondii pode ser inibida pela histona desacetilase HDAC3, num processo mediado pela proteína microrquídea (MORC) e pelo factor de transcrição Apetala 2.
O T. gondii apresenta uma diversidade notável na gama de espécies de vertebrados que utiliza como hospedeiros intermediários. A maioria dos mamíferos de sangue quente, aves e seres humanos podem servir como hospedeiros intermediários. Embora os seres humanos sejam permissivos à infecção por T. gondii, são hospedeiros sem saída, a menos que sejam comidos por uma espécie felina. Os mamíferos e as aves servem como hospedeiros intermédios adequados e transmitem quistos de tecidos tanto ao hospedeiro felino definitivo como a outros hospedeiros intermédios. Nos seres humanos e noutros hospedeiros intermédios, o T. gondii existe quer no estádio de taquizoíto, de proliferação mais rápida, quer no estádio de bradizoíto, mais dormente. A ingestão de quistos contendo bradizoítos em carne crua ou mal cozinhada ou de oocistos infecciosos excretados em material fecal de felídeos são as principais fontes de infecção. Ao entrar no intestino delgado, os bradizoítos contidos nos quistos, ou os esporozoítos contidos nos oocistos esporulados, são libertados e invadem as células epiteliais intestinais, onde se diferenciam em taquizoítos. Os taquizoítos de T. gondii têm uma capacidade distinta de migrar para regiões distantes do corpo, incluindo regiões periféricas e imunoprivilegiadas, como o olho, o cérebro e a placenta. Ao invadir, os taquizoítos produzem um vacúolo parasitóforo (VP) ligado à membrana. Dentro deste abrigo protector, os taquizoítos de T. gondii segregam muitas moléculas efectoras, exploram os recursos metabólicos da célula hospedeira e reproduzem-se assexuadamente num processo conhecido como "endodyogenia", em que cada taquizoíto parental se divide para formar dois taquizoítos filhos. Este processo reprodutivo no hospedeiro intermediário continua até que a acumulação de taquizoítos recém-produzidos cause a ruptura das células infectadas. Os taquizoítos continuam então com novas rondas de invasão e proliferação em novas células. Sem intervenções terapêuticas ou uma resposta imunitária forte, estes ciclos repetidos de replicação intracelular causarão patologias graves ou mesmo fatais. Na ausência de uma resposta imunitária ou de um tratamento eficazes, o T. gondii estabelece uma infecção crónica no hospedeiro infectado sob a forma de bradizoítos no interior de quistos, rodeados por uma parede formada por uma modificação da membrana que limita o PV contendo bradizoítos. Em determinadas condições, o T. gondii sofre uma transformação fenotípica de bradizoítos (a marca da infecção latente) para taquizoítos (associados à infecção aguda), e esta diferenciação pode levar a consequências adversas, ou mesmo fatais, em indivíduos imunocomprometidos.

## Epidemiologia

### Carga, Prevalência Global e Factores de Risco da Toxoplasmose
Enquanto doença única, a toxoplasmose exerce um impacto significativo nos serviços de cuidados de saúde, nos custos individuais dos cuidados de saúde e nas companhias de seguros de saúde. Estimativas anteriores, publicadas em 2012, sugerem que a toxoplasmose foi responsável por quase 3 mil milhões de dólares de custos relacionados com a doença e aproximadamente 11 000 anos de vida ajustados pela qualidade (QALY) perdidos por ano. Só nos Estados Unidos, a incidência anual total de toxoplasmose foi estimada em 9 832; sendo a toxoplasmose ocular (n = 2 169) e cerebral (n = 1 399) as formas mais prevalentes da doença. Outro estudo de 11 anos (2000 a 2010) nos Estados Unidos registou 789 mortes relacionadas com a toxoplasmose, predominantemente em pessoas de origem negra e hispânica, com perdas de produtividade cumulativas de aproximadamente 815 milhões de dólares. O custo económico da toxoplasmose de origem alimentar na carne de porco foi estimado em 1,9 mil milhões de dólares nos Estados Unidos. Entre 1998 e 2010, foi registada nos Estados Unidos uma média anual de 20.258 hospitalizações associadas a encefalite (atribuídas ao T. gondii e a outras causas infecciosas e não infecciosas). Um estudo canadiano de 9 anos (2002 a 2011) comunicou um custo anual global de cuidados de saúde de 1 686 860 dólares canadianos atribuído à toxoplasmose. Nos Países Baixos, a carga da toxoplasmose foi estimada em ∼44 milhões de euros em custos de saúde, com a perda de 1.900 anos de vida ajustados por incapacidade anualmente. Na Dinamarca, estimou-se que a toxoplasmose congénita de origem alimentar causou a perda de ∼100 anos de vida saudável em 2017. São necessárias estimativas da carga da toxoplasmose noutros países para apoiar o planeamento do controlo da toxoplasmose específico do país.
O T. gondii é um parasita altamente prevalente nos seres humanos em todo o mundo. A seroprevalência do T. gondii varia substancialmente entre as regiões geográficas de todo o mundo. O parasita é particularmente mais prevalente nos países da Europa Ocidental, América do Sul e África. A prevalência da toxoplasmose pode ser vista como um indicador que reflecte as práticas higiénicas e alimentares das populações humanas. Tem sido associado um risco acrescido de infecção por T. gondii à ingestão de carne crua ou mal cozinhada, em especial carne de porco ou de borrego, ou de legumes ou frutos crus não lavados. Outros factores que podem predispor um indivíduo para o risco de infecção incluem a idade, o sexo, a raça, o nível de escolaridade, o estatuto socioeconómico, os antecedentes culturais, o nível de literacia em matéria de saúde, o estilo de vida, a vivência em zonas rurais, a proximidade de gatos, o contacto com o solo, a recolha de excrementos de gatos, a gravidez, o número de nascimentos, as viagens frequentes para zonas onde o T. gondii é endémico, a imigração, a qualidade e a fonte de água potável e o genótipo/virulência da estirpe do T. gondii. Uma vez que não existe actualmente uma cura para a fase cística persistente, a toxoplasmose latente pode estar presente durante décadas, conduzindo a encargos individuais e sociais consideráveis. Felizmente, todos os factores de risco acima mencionados são facilmente modificáveis e a redução do seu impacto poderia potencialmente reduzir a prevalência da infecção por T. gondii. Os sistemas de cuidados de saúde e as práticas actuais de gestão da saúde devem ter em consideração todos os factores de risco para que o fardo da toxoplasmose, particularmente em determinados grupos ou populações vulneráveis, possa ser minimizado.

### O Impacto Particular nas Populações Imunocomprometidas
A ET é frequentemente notificada em pessoas imunodeprimidas, como as pessoas que vivem com o VIH(PVVIH) e os doentes que receberam um transplante de células estaminais hematopoiéticas ou de órgãos sólidos. Além disso, os doentes que recebem doses elevadas de quimioterapia imunossupressora ou tratamento antineoplásico e os doentes com uma doença subjacente, como o cancro ou doenças do tecido conjuntivo, correm um maior risco de morte associada à toxoplasmose. Nestes grupos vulneráveis, a TE impõe um enorme encargo individual e socioeconómico. Por exemplo, nos Estados Unidos, de 1988 a 1997, a toxoplasmose foi responsável por mais de 21.000 hospitalizações, com um custo médio estimado de 28.151 dólares por pessoa atribuído à hospitalização associada à ET. Nos Estados Unidos, ∼3.000 hospitalizações relacionadas com a toxoplasmose foram também registadas em PVVVIH) em 2008. No Canadá, a comorbilidade do VIH com a toxoplasmose foi detetada em 40% dos casos clínicos entre 2002 e 2011, o que se correlacionou com um aumento do número de hospitalizações e do custo do tratamento por caso, sendo responsável por 53% dos custos totais dos cuidados de saúde relacionados com a toxoplasmose. Na Tanzânia, a maioria das mortes atribuídas à toxoplasmose estava altamente associada ao VIH/SIDA, e a ET foi responsável por 15,4% das mortes por toxoplasmose. Na África Ocidental, a TE foi responsável por 10% das mortes devidas à SIDA. Felizmente, a utilização de testes adequados, a terapia anti-retroviral combinada (cART) e os medicamentos antimicrobianos para prevenir infecções oportunistas por T. gondii e Pneumocystis jirovecii ajudaram significativamente a reduzir a incidência de reactivação da infecção latente e as mortes associadas à toxoplasmose em PVVIH. A implementação de um tratamento de profilaxia precoce com trimetoprim-sulfametoxazol (TMP-SMX) a partir do dia do enxerto em doentes seropositivos para T. gondii pode reduzir significativamente a taxa de reactivação do parasita em receptores de células estaminais. 
Os resultados de uma revisão exaustiva de 72 estudos revelaram uma taxa de infecção por T. gondii mais elevada em doentes imunocomprometidos do que no grupo de controlo (35,9 versus 24,7%; P < 0,001), em PVVIH com infecção avançada por VIH do que no grupo de controlo (42,1 versus 32,0%; P < 0,05), em doentes com cancro do que no grupo de controlo (26,0 versus 12,1%; P < 0,001) e em receptores de transplantes de órgãos do que no grupo de controlo (26,0 versus 12,1%; P < 0,001). 1 versus 32,0%; P < 0,05) e em receptores de transplantes de órgãos versus o grupo de controlo (42,1 versus 34,5%; P > 0,05). Por conseguinte, a prevenção e o tratamento da toxoplasmose devem ter como objectivo incluir tanto as populações imunocomprometidas com VIH como as não VIH. Evidências epidemiológicas emergentes baseadas na meta-análise de 74 estudos relativos a infecções concomitantes por T. gondii e VIH de 34 países revelaram uma seroprevalência combinada a nível mundial de 35,8%. A prevalência na Ásia e no Pacífico foi de 25,1%, a da África Subsariana foi de 44,9%, a dos países da América do Sul e das Caraíbas foi de 49,1% e a do Norte de África e do Médio Oriente foi de 60,7%. Como era de esperar, as populações dos países em desenvolvimento apresentaram uma maior comorbilidade (54,7%) em comparação com as dos países de rendimento médio (34,2%) e de rendimento elevado (26,3%). O fardo particularmente elevado (87,1%) na África Subsariana foi atribuído à falta de recursos, às más condições alimentares e sanitárias, à fraca literacia em saúde, às capacidades limitadas de cuidados de saúde e ao acesso limitado a água potável, factores que podem ter aumentado as probabilidades de infecção. Nestes contextos de recursos limitados, a TE pode representar um risco particularmente elevado para os doentes com PVVIH, em especial os que têm menos de 200 células T CD4+ por microlitro no sangue periférico. Uma revisão sistemática mais recente, que analisou 111 estudos de 37 países, comunicou uma prevalência conjunta de T. gondii em PVVIH de 44,22% por IgG, que foi superior às prevalências obtidas com base na análise de IgM (3,24%) e nos métodos moleculares (26,22%), salientando a elevada taxa de infecção por T. gondii em PVVIH. O mesmo estudo detectou ainda uma correlação entre a positividade de T. gondii e um conjunto de variáveis, como o género, o consumo de carne crua, a proximidade de gatos e o conhecimento da toxoplasmose, sugerindo que os factores de risco para a toxoplasmose são os mesmos, independentemente do estado imunitário do indivíduo. Dado que a toxoplasmose resulta em doença significativa em pessoas imunodeprimidas, estes grupos altamente vulneráveis devem ser aconselhados pelos seus prestadores de cuidados de saúde a evitar todos os comportamentos que os possam colocar em risco de doença grave. Uma melhor compreensão dos níveis de infecção por T. gondii em PVVIH é também importante para informar as políticas de atribuição de recursos e para orientar a detecção precoce da seroconversão.

## Patogénese molecular

### Entrar no cérebro
Para causar encefalite, o T. gondii deve migrar e entrar no sistema nervoso central (SNC) e estabelecer uma infecção persistente em células neurais e outras células cerebrais. Após a ingestão do estágio infeccioso, seja oocistos ou cistos teciduais, o parasita se desenvolve em taquizoítos de rápida proliferação, que invadem e proliferam no epitélio intestinal. Os taquizoítos saem então e infectam as células dendríticas (DCs) e outros tipos de células do sistema imunitário que são importantes na protecção contra a infecção por T. gondii. Estas células imunitárias de patrulha são permissivas à infecção por T. gondii e representam um nicho importante para a replicação do parasita. Para além de utilizar as células imunitárias como nicho replicativo, o T. gondii manipula as funções destas células para aumentar o seu comportamento metastático, o que é crucial para a disseminação do T. gondii para órgãos distantes, particularmente o cérebro. Os mecanismos moleculares exactos que promovem o comportamento hipermigratório das células infectadas não são totalmente conhecidos, mas a migração celular parece depender das quimiocinas e dos seus receptores. Por exemplo, a reestruturação do citoesqueleto, a regulação positiva do receptor de quimiocinas CCR7, a regulação negativa do CCR5, o aumento da secreção de ácido gama-aminobutírico (GABA), a indução do receptor GABA-A e a activação dos canais de cálcio e da sinalização do cálcio estão todos implicados na migração das CD infectadas. Além disso, a regulação positiva do inibidor tecidular das metaloproteinases-1 (TIMP-1), através da sinalização CD63-integrina β1 (ITGB1)-cinase de adesão focal (FAK), promoveu a motilidade das CD infectadas. Um aumento da velocidade das CD infectadas e da microglia foi também mediado pela proteína secretora 14-3-3 do T. gondii. Além disso, a quinase secretada ROP17 promoveu a mobilidade e a disseminação de monócitos infectados com T. gondii.

### Cruzar a barreira hematoencefálica
O T. gondii dissemina-se para vários tecidos, como o olho, o coração, o fígado, o pulmão, os gânglios linfáticos e os músculos; no entanto, este parasita parece persistir nos neurónios (e no músculo), provavelmente devido à reduzida eliminação do parasita ou à renovação celular nestes tecidos em comparação com outros órgãos. A entrada do parasita no cérebro a partir do sangue, através das células endoteliais capilares cerebrais, ocorre por transferência paracelular para o cérebro após lesão da BHE, invasão das células endoteliais cerebrovasculares permitindo a transferência transcelular e tráfico dentro das células imunitárias infectadas para o cérebro no chamado ataque "cavalo de Tróia". A acumulação de taquizoítos de T. gondii livres de células nas junções intercelulares antes da transmigração indica que a travessia da BHE pode ocorrer através da ruptura das junções estanques intercelulares (TJs). O T. gondii afecta negativamente a resistência das monocamadas de células endoteliais cerebrovasculares e prejudica a função da barreira, facilitando assim a migração paracelular. Embora os taquizoítos extracelulares possam ultrapassar a BHE, a invasão e replicação no endotélio microvascular cerebral é uma via alternativa através da qual o T. gondii entra no SNC. A secreção de toxofilina e proteases pelo T. gondii facilita a travessia da BHE e pode estar na base da destruição celular observada ao longo da BHE, quando apenas locais focais são infectados pelo parasita. A travessia da BHE pelo T. gondii também pode ocorrer através da exploração de CDs e monócitos como veículos para a sua protecção e transporte através da BHE. O T. gondii entra preferencialmente no cérebro dentro de monócitos CD11c- CD11b+ parasitados e, em menor grau, em CDs CD11c+ CD11b+/-. O aumento da mobilização de fagócitos infectados com T. gondii envolve a sinalização acoplada à proteína Gi (57), que promove a diapedese e o extravasamento de células infectadas dos capilares cerebrais para o cérebro. A migração de macrófagos murinos infectados com T. gondii em Matrigel está correlacionada com a regulação positiva das metaloproteinases da matriz (MMPs), como a MMP-9, MT1-MMP e ADAM10.
A infiltração de células infectadas num local tão privilegiado do ponto de vista imunitário como o cérebro é um processo altamente orquestrado que envolve interacções com células endoteliais cerebrovasculares e é mediado por uma série de moléculas de adesão e receptores de quimiocinas. Através da activação do receptor de quimiocinas CXCR3, as quimiocinas CXCL9 e CXCL10 promovem o recrutamento quimiotáctico de células T para o cérebro. Através da sua função adesiva, o ICAM-1 e o seu homólogo VCAM-1 facilitam a ligação dos leucócitos ao endotélio cerebrovascular. A sinalização da interleucina 1 (IL-1) estimula a expressão de VCAM-1 e ICAM-1 durante a infecção por T. gondii em ratinhos. Ao atravessar a BHE, os leucócitos infectados utilizam a sua integrina LFA-1 para aderir à ICAM-1. Os leucócitos infectados também utilizam a selectina e o seu ligando glicoproteico para atravessar o endotélio da BHE. A utilização de anticorpos que bloqueiam o ligando para VCAM-1 impede a entrada de células, apoiando ainda mais o papel importante que as moléculas de adesão e os receptores de superfície das células endoteliais têm no influxo de células mielóides, particularmente monócitos infectados, para o cérebro. Curiosamente, foram encontrados taquizoítos de T. gondii no plexo coróide (PC) de PVVIH. No entanto, o papel do PC e da barreira sangue-líquido cefalorraquidiano na entrada do parasita no SNC é desconhecido. Colectivamente, estes estudos forneceram informações significativas sobre as tácticas utilizadas pelo T. gondii para atravessar a BHE em modelos animais ou em estudos ex vivo. Embora a nossa compreensão actual destes mecanismos nos seres humanos continue a ser largamente especulativa, é lógico assumir que o T. gondii não atravessa a BHE através de um mecanismo exclusivo nos seres humanos.

### O que medeia o curso de uma infecção cerebral persistente?
A preferência do T. gondii pelos neurónios é aparente, talvez porque os neurónios, ao contrário de outros tipos de células cerebrais, não reagem a citocinas inflamatórias e, portanto, não induzem uma forte resposta imunitária antiparasitária. Embora os neurónios sejam o principal tipo de célula hospedeira preferido pelo T. gondii, outros tipos de células não neuronais também contribuem para a TE. Apesar da vigilância imunitária contínua, a degeneração neuronal é raramente observada em hospedeiros imunocompetentes infectados pelo T. gondii. Este facto é atribuído às respostas imunitárias pró-inflamatórias (T helper 1 [Th1] antiparasitária) e anti-inflamatórias (neuroprotectoras) eficazes e equilibradas. A manutenção deste equilíbrio é crucial para conter a proliferação do parasita, promovendo a infecção persistente e prevenindo a reactivação do parasita, ao mesmo tempo que limita a patologia imunitária excessiva.

#### Acolhimento de células imunitárias no cérebro:
A migração e o extravasamento das células imunitárias através dos vasos sanguíneos e o seu encaminhamento para os locais de infecção são mecanismos importantes para o estabelecimento de uma resposta imunitária eficaz. As quimiocinas e as metaloproteinases são reguladores-chave destes eventos. Durante a TE, a comunicação cruzada entre as quimiocinas e a resposta imunitária cerebral envolve células T CD4+ e CD8+ e é principalmente mediada pelo interferão gama (IFN-γ). Foi detectado um aumento da produção de quimioatraentes de células T, em particular as quimiocinas CXCL9, CXCL10 e CCL5, no cérebro de ratinhos durante a infecção latente e dependente de IFN-γ. A infecção de astrócitos ou microglia por T. gondii induziu a expressão das quimiocinas CCL5, CCL2, CXCL9 e CXCL10, que recrutam activamente células T que expressam IFN-γ para controlar a proliferação de taquizoítos.
O receptor de quimiocinas CCR2 (e o seu ligando CCL2) contribuem para a migração de monócitos e neutrófilos para o cérebro após a infecção. Em ratinhos deficientes em CCR2 (CCR2-/-), o tráfico de leucócitos diminuiu e as células imunitárias no cérebro tornaram-se menos activas, o que, por sua vez, levou a um aumento da carga parasitária. Os astrócitos expressam CCL21 e CXCL10 para promover a infiltração cerebral de células T CD8+ (68), e o CXCL10 derivado da microglia modula o comportamento de procura das células T CD8+ de forma a aumentar a sua capacidade de detectar locais de infecção no parênquima cerebral. A proteína sinalizadora de danos IL-33, expressa pelos oligodendrócitos, induziu a expressão do quimioatractor de monócitos CCL2 pelos astrócitos, que é necessário para o recrutamento de células mielóides derivadas de monócitos, e a expansão da óxido nítrico sintase induzível (iNOS) derivada de células mielóides focais, que é crucial para a sobrevivência durante a infecção crónica. O T. gondii também pode aumentar a produção das quimiocinas CCL3 e CCL4 no cérebro de ratinhos C57Bl/10 ScSn e em culturas de neurónios cerebelares de ratinhos. Os neurónios infectados aumentam a produção das proteínas quimiotácticas inflamatórias de macrófagos-1 alfa e beta (MIP-1α e MIP-1β), que têm efeitos pró-inflamatórios, levando a um influxo de leucócitos no local da inflamação.
A interacção entre o TIMP-1 e as MMPs também influencia a infiltração de células T e o controlo do parasita. Os astrócitos infectados com T. gondii produziram MMP-2 e MMP-9, possivelmente para aumentar o extravasamento e a infiltração de células inflamatórias nos locais de infecção. Num modelo de rato, a MMP-8 aumentou a infiltração de células T CD4+/CD8+ e a MMP-10 aumentou a infiltração de células T CD4+ no cérebro. O TIMP-1 nos astrócitos e nas células T CD4+/CD8+ infiltradas diminuiu a carga parasitária do cérebro sem o desenvolvimento de patologia adversa. Foi detectado um aumento das células T CD4+ e uma redução significativa da carga parasitária no cérebro de ratinhos deficientes em TIMP-1, em comparação com os dos controlos de tipo selvagem (WT), sem lesões cerebrais substanciais ou qualquer redução da carga parasitária periférica. Isso sugere que a produção de TIMP-1 pode ser uma tentativa dos astrócitos de bloquear a eliminação do parasita ao restringir o recrutamento de linfócitos mediado por MMP. Este cenário parece favorecer a sobrevivência do parasita e restringir a neuroinflamação e os danos cerebrais, o que acaba por promover a infecção persistente.

#### O papel das citocinas na contenção da infecção:
Após a invasão do cérebro, os taquizoítos de T. gondii encontram fortes respostas imunitárias mediadas por células (tipo 1) marcadas pela produção de IFN-γ, interleucina-12 (IL-12) e factor de necrose tumoral alfa (TNF-α), que eliminam a maioria dos taquizoítos invasores. A infecção por T. gondii induz a expressão do receptor Toll-like 11 (TLR11) em astrócitos, neurónios e microglia em ratinhos. A estimulação do TLR11 pela proteína profilina do parasita induz IL-12 nas DCs. Os ratinhos com MyD88 nocaute sucumbiram rapidamente à infecção aguda, com uma diminuição proporcional da resposta de IL-12, o que sugere que a resistência dos ratinhos à toxoplasmose depende de sinais dependentes de MyD88 regulados por TLRs. Muitos estudos in vitro e in vivo indicaram o papel fundamental que o IFN-γ desempenha na protecção do hospedeiro contra a infecção grave por T. gondii. O IFN-γ controla a replicação do parasita através de vários mecanismos, tais como a estimulação da degradação do PV através da produção de GTPases relacionadas com a imunidade (IRGs) e proteínas de ligação ao guanilato induzidas pelo interferão (GBPs), aumentando a expressão do complexo principal de histocompatibilidade (MHC) e a indução de iNOS e da enzima imunossupressora indoleamina 2,3-dioxigenase (IDO). A produção de óxido nítrico (NO) pela iNOS inibiu a proliferação de T. gondii nos macrófagos in vitro e no cérebro do rato. A obtenção de nutrientes como o triptofano das células hospedeiras é essencial para a sobrevivência intracelular do T. gondii. Por conseguinte, a decomposição do triptofano em quinurenina devido à indução de IDO mediada por IFN-γ pode resultar na inibição do crescimento dos taquizoítos. O aumento das concentrações de ácido cinurénico durante a infecção actua como um agonista do receptor imunossupressor de hidrocarbonetos arilo (AhR), o que resulta no controlo da resposta imunitária patológica associada à toxoplasmose. Os ratos deficientes em AhR (AhR-/-) sucumbiram mais rapidamente à doença, mas desenvolveram menos quistos cerebrais do que os ratos WT infectados por T. gondii. Além disso, a produção excessiva de ácido cinurénico, que bloqueia o receptor de acetilcolina nicotínico alfa-7 (α7 nAChR) e perturba outros neurorreceptores em astrócitos e microglia infectados, pode levar a uma neurotransmissão anormal e foi colocada a hipótese de levar a disfunção cognitiva. Em resposta, o T. gondii segrega TgIST, um inibidor do transdutor de sinal e activador da actividade transcricional de transcrição 1 (STAT1), que antagoniza a imunidade mediada por IDO1 induzida por IFN-γ contra o T. gondii em células humanas.
Os ratinhos deficientes no receptor da linfotoxina-β (LTβR), que tem diversas funções imunoreguladoras antimicrobianas, apresentaram uma carga parasitária mais elevada e um aumento da mortalidade na infecção aguda por T. gondii do que os ratinhos de controlo imunocompetentes. A resistência diminuída dos ratinhos LTβR-/- foi atribuída à desregulação de interferões e interleucinas, bem como a uma regulação positiva reduzida da GBP murina, que é mediada pelo IFN-γ e é crucial para a eliminação do parasita, apoiando ainda mais a importância do IFN-γ no controlo do T. gondii. Os ratinhos com falta de mGBP7 não conseguiram controlar a replicação do parasita e sucumbiram à infecção aguda.
A contribuição dos astrócitos e da microglia para a patogénese da TE é notável. A inibição da replicação de T. gondii nos astrócitos foi atribuída a um aumento da indução da GTPase induzida por IFN-γ. A deleção genética de STAT1 em astrócitos promoveu a disseminação da infecção por T. gondii e aumentou a suscetibilidade ao TE. O receptor órfão da hormona nuclear TLX, expresso nos astrócitos e nas células estaminais neurais, pode apoiar a resistência ao T. gondii através do aumento da actividade da STAT1. Os ratinhos com falta do receptor de citocinas gp130 (uma proteína da via de sinalização da IL-6) nos astrócitos apresentaram um aumento da apoptose astrocitária e da inflamação durante a infecção por T. gondii. Embora estes ratinhos tenham sido capazes de controlar o número de parasitas, desenvolveram uma inflamação excessiva e sucumbiram mais facilmente ao rápido desenvolvimento da ET. Curiosamente, a microglia não parecia ser a única célula responsável pelo controlo de T. gondii no cérebro através de mecanismos de IFN-γ derivados de células T. Os ratinhos em que tanto os macrófagos derivados de monócitos como a microglia foram tornados deficientes na sinalização de IFN-γ sucumbiram à infecção 19 dias após a infecção. Por outro lado, os ratinhos em que a microglia era apenas deficiente na sinalização de IFN-γ foram capazes de resistir à infecção. Curiosamente, um estudo recente que utilizou um modelo de rato repórter da micróglia mostrou que a micróglia pode promover a neuroinflamação através da libertação da alarmina IL-1α, que recruta mais células imunitárias para controlar a infecção cerebral crónica.

#### O papel cisticida dos linfócitos T citotóxicos CD8+:
A actividade anticisto dos linfócitos T citotóxicos (CTL) CD8+ e o controlo do TE são mediados por mecanismos que utilizam tanto o IFN-γ (o principal efector da imunidade protectora contra os taquizoítos) como as respostas imunitárias mediadas pela perforina. O controlo da carga de quistos no cérebro é mediado em grande parte por CTL CD8+ que produzem perforina e microglia M2 que expressam CXCR3, quitinase ácida de mamífero (AMCase) e arginase-1. Embora as populações de micróglia do tipo M2 actuem para inibir a neuroinflamação, os ratos deficientes em AMCase podem desenvolver uma elevada carga parasitária no cérebro, indicando um papel da micróglia do tipo M2 no controlo dos quistos do parasita. Tanto a perforina como a granzima B sustentam a capacidade das CTL CD8+ para a invasão directa e a eliminação dos quistos de T. gondii existentes. A transferência adoptiva de CTLs CD8+ competentes em perforina para ratinhos imunodeficientes reduziu significativamente a carga do quisto e aumentou o nível de CXCR3 e CXCR6, que promovem o recrutamento de microglia e macrófagos para destruir os bradizoítos nos quistos atacados por células T. A indução da resposta dos CTL CD8+ é também mediada pela proteína ROP7 e pela proteína GRA6 do grânulo denso. A capacidade cisticida das CTL CD8+ está relacionada com a região amino-terminal da GRA6 do T. gondii (GRA6Nt). De forma notável, um epítopo na região C-terminal do GRA6 foi um forte indutor de protecção mediada por IFN-γ contra a toxoplasmose aguda em ratinhos. Estes resultados sugerem que as respostas imunitárias do hospedeiro podem reconhecer diferentes regiões do GRA6 para estimular a protecção baseada em células T CD8+ contra taquizoítos e quistos tecidulares. O mecanismo cisticida é iniciado por CTLs CD8+, mas a remoção dos cistos é realizada por microglia e macrófagos, que invadem os cistos e destroem os bradizoítos. A proteção mediada por iNOS conferida por CTLs CD8+ é importante para inibir o desenvolvimento de cistos toxoplásmicos, mas não desempenha um papel no mecanismo necessário para erradicar os cistos.

#### Estratégias de evasão imunitária:
T. gondii é um parasita intracelular excepcionalmente bem sucedido. Apesar de estar em risco constante de uma patrulha defensiva imunitária sustentada e eficiente, pode permanecer no corpo do hospedeiro durante muito tempo. Alguns taquizoítos podem escapar à destruição da resposta imunitária (ou dos medicamentos utilizados no tratamento da toxoplasmose) e transformar-se em bradizoítos no interior de quistos quiescentes. Paradoxalmente, a resposta imunitária polarizada por Th1, essencial para a erradicação da infecção aguda, é a mesma resposta necessária para o desenvolvimento da infecção latente no cérebro. O T. gondii parece subverter as respostas imunitárias mediadas por CD4+ através da inibição do transactivador CIITA do MHC II, o que contribui para a sua sobrevivência a longo prazo no cérebro. O T. gondii também produz uma quimiocina que imita a ciclofilina-18, que, quando ligada ao CCR5 nas DCs, evoca uma resposta Th1 (por exemplo, produção de IL-12), necessária para o estabelecimento de infecções persistentes. A expansão e a maturação funcional das DCs cerebrais contribuem para o desenvolvimento da infecção latente. O T. gondii possui organelos secretores que libertam uma série de proteínas efectoras polimórficas que parecem ser espacial e temporalmente controladas, uma vez que diferentes efectores são segregados em diferentes fases da invasão e colonização da célula hospedeira e a secreção de efectores é direccionada para locais específicos para modular selectivamente uma função específica ou uma via reguladora dentro da célula hospedeira. Estes efectores são utilizados pelo T. gondii para contornar a imunidade do hospedeiro e para apoiar o estabelecimento de uma infecção latente. Por exemplo, o GRA23 e o GRA17 controlam a entrega de pequenos metabolitos ao PV e promovem a estabilidade estrutural do PV. Mais recentemente, foi demonstrado que o GRA17 e o GRA23 medeiam o crescimento, a virulência, a carga de cistos e a imunogenicidade da estirpe PRU do tipo II. O GRA39 contribui para a virulência do parasita e para a carga de cistos nos tecidos. Além disso, a ROP16 funciona como um factor de virulência que activa o STAT3 e o STAT6 e inibe as respostas das células T. A ROP5 forma um complexo com a ROP17 e a ROP18 para impedir o recrutamento de IRGs mediados por IFN-γ, que são essenciais para a destruição do PV e o controlo do parasita. Para além de inibir a actividade transcricional do STAT1, o TgIST liga-se ao heterodímero STAT1/STAT2, levando à inibição da via do IFN tipo I.

#### Alcançando um equilíbrio entre amigo e inimigo:
A presença prolongada de quistos dormentes nos tecidos do hospedeiro exige um arsenal imunitário bem coordenado, suficientemente potente para combater a infecção, mas suficientemente moderado para contrabalançar a hiperinflamação. Camundongos deficientes em 5-lipoxigenase (5-LO) ou supressor da sinalização de citocinas 2 (SOCS-2), sucumbiram à infecção crônica e mostraram aumento da mortalidade devido à inflamação excessiva causada por IL-12 e IFN-γ elevados, independentemente da redução dos cistos cerebrais. Portanto, os efeitos das citocinas pró-inflamatórias (por exemplo, IFN-γ) devem ser tamponados por efetores imunossupressores (IL-27, IL-10 e fator de crescimento transformador β [TGF-β]) e receptores (por exemplo, PD-1, LAG3 e TIGIT), sem os quais a secreção contínua de citocinas inflamatórias e o homing de células T no cérebro podem levar a uma resposta inflamatória exagerada e encefalite. Por conseguinte, o equilíbrio relativo entre a IL-10 e o IFN-γ produzidos pelas células T ditará se a resposta imunitária eliminará o parasita com uma imunopatologia limitada ou se se estabelecerá uma infecção crónica. As células T reguladoras (Tregs) são activadas pela IL-27, que é segregada pelos monócitos, para induzir a expressão de IL-10 e do factor de transcrição T-box (T-bet) para atenuar as respostas inflamatórias. Na ausência de IL-27, o T. gondii aumenta os níveis de IL-17 e do factor estimulador de colónias de granulócitos-macrófagos (GM-CSF) e resulta em neuroinflamação em ratinhos. A redução da IL-10 através do bloqueio do receptor de IL-10 em ratos cronicamente infectados levou a uma destruição significativa dos tecidos devido à extensa resposta inflamatória no cérebro. O papel anti-inflamatório da IL-10 durante a toxoplasmose é também evidenciado pelo facto de os ratinhos sem IL-10 sucumbirem a uma inflamação fatal do SNC. A deleção do fator de transcrição Bhlhe40, um repressor de IL-10, resultou em infecção grave por T. gondii em camundongos, o que foi atribuído à redução de IFN-γ e ao aumento da produção de IL-10.
Embora a IL-10, que é normalmente produzida por células Th2, tenha amplas propriedades anti-inflamatórias e suprima as respostas pró-inflamatórias das células Th1 através do seu efeito inibitório sobre a função dos macrófagos e das CDs, as células Th1 que segregam IL-10 e IFN-γ foram detectadas em animais infectados por T. gondii. Estudos recentes identificaram uma série de células imunitárias (por exemplo, células B, eosinófilos, CTLs CD8+, Tregs e células T CD4+ reguladoras orientadas para o antigénio) que podem produzir IL-10. Verificou-se também que as Tregs que expressam CXCR3 expressam T-bet e Foxp3 e segregam IFN-γ e IL-10. Ainda não está completamente definido o modo como a IL-10 funciona para limitar os danos nos tecidos e, ao mesmo tempo, promover a persistência da infecção. É necessária mais investigação para revelar a extensão da dependência entre os mecanismos utilizados por diferentes tipos de células para segregar IL-10 e para elucidar como e em que magnitude diferentes fontes de IL-10 executam as actividades distintas acima mencionadas.
A sinalização do TGF-β nos astrócitos é de particular interesse devido ao seu papel imunossupressor durante a lesão cerebral. Os astrócitos infectados segregam prostaglandina E2 (PGE2) para activar a microglia, que suprime a produção de NO. O TGF-β1 desempenha um papel na inibição da iNOS e da produção de NO pela microglia activada por IFN-γ. A sinalização do TGF-β nos astrócitos controla a neuroinflamação e a lesão neuronal através da inibição da sinalização do NF-κB, que por sua vez inibe o CCL5 e a infiltração de células T e macrófagos. Assim, a falta de uma sinalização de TGF-β nos astrócitos, embora não afecte necessariamente a carga parasitária, pode aumentar a inflamação e a lesão neuronal.

#### O papel das Tregs na TE:
O papel das Tregs na toxoplasmose ainda não foi totalmente compreendido. No entanto, justifica-se a elucidação dos mecanismos que sustentam a interacção das Tregs com as DCs que expressam CD11c nas meninges e no espaço perivascular. A redução das Tregs supressoras durante a toxoplasmose aguda é proporcional ao aumento do IFN-γ de uma forma dependente de IL-10/IL-2. Na TE, as Tregs que expressam moléculas relacionadas com a resposta Th1, como T-bet, CXCR3 e IFN-γ, foram detectadas no cérebro, onde provavelmente limitam a neuroinflamação através do aumento da expressão de IDO mediada por IFN-γ. Estudos em ratinhos knockout (KO) mostraram que a sinalização do coestimulador induzível (ICOS) promove a inflamação e a produção de anticorpos - ambas importantes para o controlo do parasita - ao mesmo tempo que ajuda a controlar a inflamação inibindo a proliferação de células T efectoras e induzindo Tregs no cérebro e no baço ou induzindo a produção de IL-10 em células T.

#### O que é que torna o modelo murino diferente do humano?
Os nossos conhecimentos sobre a fisiopatologia da toxoplasmose derivam maioritariamente de estudos em ratinhos e devem ser interpretados com precaução. Existem diferenças marcantes entre modelos murinos e humanos e os seus mecanismos de reconhecimento inato e produção de citocinas. Por exemplo, as respostas imunitárias mediadas por IFN-γ de IRGs e GBPs em ratinhos não parecem ter um equivalente em humanos. Além disso, o reconhecimento do parasita e o início da imunidade inata em ratinhos requerem a estimulação dos TLR11 e TLR12 pela profilina do parasita para a produção de citocinas pelas células mielóides. O papel dos TLR11/TLR12 no reconhecimento da profilina do parasita nos ratos não existe nos seres humanos; em vez disso, o reconhecimento imunitário desencadeado pela fagocitose do parasita vivo leva à produção de IL-12 pelas células mieloides. Em contrapartida, as células imunitárias dos ratinhos não necessitam de contacto directo com taquizoítos vivos. As células mononucleares do sangue periférico humano podem produzir IL-12 e TNF-α após estimulação com ácidos nucleicos de T. gondii, sugerindo o envolvimento dos TLRs 7, 8 e 9, que funcionam para reconhecer ácidos nucleicos estranhos. Um estudo recente que utilizou monócitos humanos demonstrou que a via de reconhecimento do T. gondii assenta na detecção de S100A11, uma molécula relacionada com danos segregada por células infectadas adjacentes.Em conjunto, estes resultados indicam que o reconhecimento do agente patogénico não é um pré-requisito para a indução de uma resposta imunitária anti-T. gondii, porque a imunidade em humanos e ratos também pode surgir da detecção de uma infecção activa. Outras diferenças incluem a produção de grandes quantidades de IL-12 a partir de DCs de ratinho, enquanto a resposta humana ao T. gondii envolve principalmente a expressão de CCL2. Em ratos, o T. gondii induz a produção de IL-12 por células mieloides cCD2 (por exemplo, CD8α+), que são distintas do subconjunto cDC1 produtor de IL-12 (por exemplo, CD1c+) em humanos. Também existem diferenças na produção de citocinas entre subpopulações humanas e murinas de monócitos em resposta à estimulação por T. gondii. Apesar das diferenças acima mencionadas, os ratos continuam a ser um modelo importante para a investigação da infecção por T. gondii e para o desenvolvimento de medidas correctivas. O trabalho para desenvolver modelos animais continua, como ilustrado por um relatório recente que utiliza o peixe-zebra como modelo para estudar a replicação do T. gondii, as variações específicas da estirpe do T. gondii na resposta do hospedeiro e a interacção com as células imunitárias.

## Reactivação da infecção latente
Os cistos teciduais dormentes que encapsulam bradizoítos de crescimento lento são fundamentais para a sobrevivência a longo prazo e a persistência de T. gondii no cérebro do hospedeiro, devido à sua capacidade de escapar à destruição imunomediada. Coloca-se a seguinte questão: que vantagem obtém o T. gondii ao sofrer uma transformação fenotípica de bradizoítos dormentes protegidos dentro de quistos para taquizoítos mais activos, que são menos capazes de contrariar as respostas imunitárias do hospedeiro? Alguns estudos fornecem provas directas que apoiam uma ligação entre a imunossupressão e a reactivação da infecção latente. De facto, a reactivação do quisto do parasita é uma ocorrência muito frequente em pessoas imunocomprometidas, tais como indivíduos que receberam transplante de órgãos e PVVIH com SIDA, em particular aqueles que não estão a fazer cART e não estão a receber TMP-SMX profilático. Nestes grupos de doentes, a mudança fenotípica proporciona uma oportunidade para a proliferação descontrolada de taquizoítos em número excessivo, que pode ultrapassar a capacidade do sistema imunitário já comprometido do hospedeiro, resultando em consequências potencialmente fatais. Por conseguinte, uma imunidade mediada por células duradoura ao T. gondii é essencial para proteger o hospedeiro da reactivação de qualquer infecção latente. Continua por demonstrar se a supressão imunitária desencadeia a reactivação ou se a reactivação continua a uma taxa definida e o sistema imunitário, que normalmente controlaria quaisquer taquizoítos que fossem libertados, é suprimido, permitindo a replicação sem controlo e conduzindo a uma reactivação clínica.
Como já foi referido, o IFN-γ tem um papel crucial no controlo da infecção latente. A micróglia é uma fonte adicional de produção de IFN-γ e contribui para a resposta imunitária protectora que mantém a tolerância do SNC à presença de T. gondii e impede qualquer recrudescimento da infecção cerebral latente. A produção de IFN-γ na microglia é mediada pelo GRA6Nt, que provavelmente serve como um sinal de alerta da presença do parasita para a microglia vizinha não infectada. Esta seria uma estratégia preventiva para limitar qualquer crescimento adicional de taquizoítos no cérebro através da activação das respostas imunitárias protectoras e do aumento da produção microglial de IFN-γ. A sinalização astrocitária do TGF-β exerce funções anti-inflamatórias e neuroprotectoras durante a infecção por T. gondii. A disfunção dos astrócitos durante a infecção pelo VIH pode, portanto, levar à perda das suas funções protectoras e diminuir a sua capacidade de combater a infecção. A CXCL9 recruta e acumula células T em torno das áreas cerebrais infectadas pelo parasita para evitar qualquer reactivação da infecção cerebral latente. O influxo de células T para o cérebro também é mediado pela acção do IFN-γ no endotélio cerebrovascular; o IFN-γ aumenta as interacções da integrina VCAM-1/α4β1 para suprimir o TE; isto parece servir como um mecanismo de defesa do hospedeiro durante a reactivação precoce de quistos latentes.
Os agentes farmacológicos, através dos seus efeitos antiparasitários ou imunomoduladores, também podem modular a reactivação de quistos latentes e o desenvolvimento de TE. Por exemplo, a interrupção do tratamento com sulfadiazina resultou na reactivação da infecção latente num modelo murino. A utilização de agentes biológicos, como os anticorpos monoclonais anti-α4 integrina utilizados no tratamento da doença de Crohn ou da esclerose múltipla, pode interferir com a interacção VCAM-1/α4β1 integrina e com o homing cerebral das células CD4+ e CD8+, aumentando potencialmente as probabilidades de reactivação da toxoplasmose latente. De acordo com este pressuposto, a administração do anticorpo anti-α4 integrina inibiu factores-chave que desempenham papéis no controlo do crescimento do T. gondii, tais como iNOS, células T e IFN-γ no cérebro do rato. Para além de ter em conta o efeito da utilização de produtos biológicos imunomoduladores na reactivação de quistos tecidulares, deve também ser considerado o impacto de infecções secundárias/oportunistas em doentes cronicamente infectados. A interacção entre o T. gondii e o VIH é apenas um exemplo. Enquanto o comprometimento da resposta imunitária induzido pelo VIH desencadeia a reactivação de quistos latentes, a co-infecção com T. gondii compromete as defesas imunitárias do hospedeiro contra o VIH-1 e o vírus herpes simplex 1 (HSV-1) através da supressão da activação das células dendríticas plasmocitóides (pDC) e da inibição da produção de IFN-α. Durante a toxoplasmose latente, a exaustão das CTL CD8+ e a indução da morte celular programada 1 (PD-1) tornam as CTL CD8+ passíveis de destruição por apoptose, levando à reactivação da infecção latente e à mortalidade do hospedeiro. O bloqueio do PD-1 e do seu ligando PD-L1 tem um valor terapêutico potencial, uma vez que o tratamento anti-PDL-1 revigorou a resposta dos CTL CD8+, o que impediu a reactivação de quistos tecidulares e melhorou a sobrevivência de ratinhos cronicamente infectados. Além disso, a inibição da via PD-1-PD-L1 pode diminuir a expressão de caspase 3 em CTLs CD8+ polifuncionais e de memória IFN-γ+/granzima B in vitro. Além disso, o bloqueio do inibidor do ponto de controlo imunitário PD-1 reduziu significativamente a carga de quistos cerebrais e aumentou a infiltração cerebral de CTLs CD8+, CD11b+ DCs e células T CD3+ em ratinhos. Todos os estudos supracitados indicam que o desenvolvimento de estratégias para prevenir a reactivação de T. gondii é possível através da manutenção de efectores pró-inflamatórios melhorados sem uma redução desproporcionada dos mediadores anti-inflamatórios.

## Sinais clínicos e diagnóstico
A infecção do SNC por T. gondii, ou TE, pode causar doença grave e morte em indivíduos imunocomprometidos. A seroprevalência mundial de T. gondii em PVVIH varia entre ∼26% em países de alto rendimento e ∼55% em países de baixo rendimento. Os factores de risco para a TE em PVVIH incluem contagens sanguíneas de células T CD4+ <200/μl, falta de profilaxia com TMP-SMX, que pode ser administrada para prevenir especificamente a TE ou a pneumonia por Pneumocystis jirovecii, e falta de TARV utilizada para controlar a infecção por VIH. Uma vez que a maior experiência actual com a TE é em PVVIH e existem orientações clínicas disponíveis, concentramo-nos neste grupo de risco. No entanto, os princípios utilizados no diagnóstico, rastreio e prevenção da ET em PVVS são aplicáveis a outras populações de risco.

### Características clínicas
A ET apresenta-se mais frequentemente como um ou, mais frequentemente, múltiplos abcessos cerebrais com predilecção pelas estruturas profundas da substância cinzenta ou pela junção entre a substância cinzenta cortical e a substância branca. No entanto, qualquer parte do cérebro pode ser afectada. Como tal, as anomalias neurológicas podem ser semelhantes às que podem ser observadas num indivíduo com uma ou múltiplas lesões cerebrais de qualquer causa. A febre é mais exclusiva da ET. As anomalias neurológicas comummente descritas em PVVIH com ET são o aparecimento subagudo de cefaleias, hemiparesia, paralisia dos nervos cranianos, ataxia, alteração do nível de consciência ou convulsões. Devido ao envolvimento dos gânglios basais, podem também ser observados movimentos anormais, incluindo coreia, balismo e rigidez. Raramente, os doentes podem apresentar uma doença encefalítica em vez de abcessos cerebrais discretos. Estes indivíduos podem apresentar febre; sinais meníngeos como cefaleias, rigidez da nuca e fotofobia; e encefalopatia que é rapidamente fatal. Foram registadas manifestações clínicas e evolução semelhantes em pessoas com ventriculite necrosante devida ao T. gondii.

### Testes de diagnóstico

#### Diagnóstico serológico.
O teste do corante Sabin-Feldman, relatado pela primeira vez em 1948, continua a ser o "padrão de ouro" para a detecção serológica de anticorpos IgG e IgM anti-Toxoplasma. No entanto, este método requer a utilização de taquizoítos vivos, o que não é viável na maioria dos laboratórios. Um ensaio de imunoabsorção enzimática (ELISA) é normalmente utilizado para detectar anticorpos IgG e IgM específicos contra T. gondii. Os títulos de IgG atingem o pico 1 a 2 meses após a infecção e mantêm-se elevados durante toda a vida, razão pela qual são um bom marcador de risco de TE em PVVIH, que ocorre quase sempre após a reactivação de uma infecção latente preexistente. Como a proporção de PVVIH com ET que têm anticorpos IgG anti-T. gondii no soro pode atingir 100%, a identificação de PVVIH que são seropositivos para IgG identifica as pessoas em risco de contrair a doença. No entanto, o diagnóstico empírico baseado no nível de IgG pode ser enganador porque os títulos séricos elevados de IgG anti-T. gondii são comuns na população em geral, mesmo na ausência de doença activa. Um ensaio de avidez, que é uma modificação do ELISA, incorpora um agente desnaturante (por exemplo, ureia) nas diluições de soro para testar a avidez dos anticorpos. Os valores de avidez são mais baixos durante a infecção aguda e aumentam com o tempo, o que pode ser usado para estimar quando ocorreu a seroconversão, e são úteis na avaliação da infecção reactivada e em mulheres grávidas que adquirem a infecção durante a gestação. Os anticorpos IgM podem ser detectáveis durante mais de um ano. Assim, a presença de anticorpos IgM não indica necessariamente uma infecção recente; no entanto, a ausência de IgM exclui uma infecção recente. Talvez inesperadamente, as PVVIH com ET não apresentam uma resposta IgM.

#### Análise do líquido cefalorraquidiano (LCR).
Pode ser detectada uma pleocitose mononuclear ligeira e proteínas elevadas no LCR de doentes com ET. Os testes de diagnóstico para a detecção de anticorpos IgG e IgM específicos da toxoplasmose no LCR não têm utilidade comprovada para além de um ensaio de tratamento empírico. A detecção de ADN de T. gondii no LCR utilizando PCR é específica, mas não sensível, para o diagnóstico de ET, o que significa que um teste positivo confirma o diagnóstico, mas um teste negativo não o exclui. A exactidão do diagnóstico diminui se o LCR for examinado após mais de uma semana de terapia com TE. Numa PVVIH com uma lesão cerebral focal com efeito de massa que não esteja a receber profilaxia anti-Toxoplasma, a detecção de ADN de T. gondii no LCR aumenta a probabilidade de TE de 87% para 96%. É importante lembrar que a punção lombar para colheita de LCR pode não ser segura na ET devido ao efeito de massa, que aumenta o risco de herniação cerebral após a punção lombar.

#### Histopatologia.
A toxoplasmose do SNC em PVVIH pode levar a reacções granulomatosas com gliose e nódulos microgliais e encefalite necrosante. A detecção de taquizoítos, isoladamente ou em conjunto com cistos tecidulares, é diagnóstica. A imunohistoquímica pode melhorar a detecção e a localização do parasita.

#### Neuroimagem.
A imagiologia cerebral é particularmente útil para o diagnóstico e tratamento de doentes com ET. O exame cerebral por tomografia computorizada (TC) revelou lesões cerebrais focais hipodensas e com realce pelo contraste, com efeito de massa, principalmente nos gânglios basais, tálamos e junção córtico-medular em 70-80% dos PVVIH com ET. Menos frequentemente, a ET em PVVIH apresenta-se com uma lesão ou sem lesões na TC cerebral. Raramente, pode ser observada ventriculite na TC cerebral de PVVIH com ET. A ressonância magnética (RM) é o exame imagiológico clínico padrão utilizado em PVVIH com suspeita de ET. Dada a melhor sensibilidade da RM em comparação com a TC, muitas vezes os doentes com uma lesão ou sem lesões na TC podem ter múltiplas lesões detectáveis por RM. Foi descrito o realce concêntrico e excêntrico do "sinal do alvo" em imagens de RM com contraste. Embora a ET possa ocasionalmente causar uma única lesão cerebral nas imagens de RM, um diagnóstico alternativo, como o linfoma primário do SNC, deve ser considerado nesses indivíduos. Tanto a ET como o linfoma primário do SNC podem causar lesões com realce pelo contraste com efeito de massa e, portanto, não podem ser facilmente diferenciados com base em critérios neurorradiológicos. No entanto, a presença de hiperatenuação na TC cerebral sem contraste e a localização subependimária são mais específicas para linfoma. Com base na retenção de tálio-201, as imagens de tomografia computorizada por emissão de fotão único ([201Tl]-SPECT) podem diferenciar de forma fiável o linfoma do SNC (captação) do TE (ausência de captação). De facto, a SPECT demonstrou uma sensibilidade de 92% e uma especificidade de 85% na distinção entre linfoma do SNC e outras lesões cerebrais focais em PVVIH. A utilização de cART pode diminuir a especificidade da SPECT na distinção entre os dois diagnósticos.

## Como os médicos utilizam os testes laboratoriais nos seus algoritmos de diagnóstico
Em PVVIH, o diagnóstico diferencial para aqueles com lesões de massa cerebral com realce de contraste e efeito de massa inclui mais frequentemente TE, linfoma primário do SNC e tuberculoma ou abcesso tuberculoso (Tabela 1). Os indivíduos que são seropositivos para IgG anti-Toxoplasma, têm contagens de células T CD4+ no sangue <200/μl e não estão a receber profilaxia para ET têm uma elevada probabilidade de ET, e a abordagem a estes indivíduos é um ensaio de tratamento empírico. Como já foi referido, uma PCR do LCR positiva para T. gondii aumenta ainda mais a probabilidade de ET para mais de 90%, mas a punção lombar para colheita de LCR não é muitas vezes segura em doentes com lesões maciças. A melhoria clínica e radiográfica após 10 a 14 dias de tratamento empírico para a ET é utilizada para estabelecer o diagnóstico. Embora a biópsia cerebral seja o padrão-ouro para o diagnóstico, ela é reservada para pacientes com baixa probabilidade de TE, por exemplo, aqueles que são soronegativos, e para indivíduos que não respondem a um ensaio de tratamento. A identificação exacta da ET pode ser um desafio em indivíduos que não têm VIH, incluindo os receptores de transplantes de células estaminais hematopoiéticas ou de órgãos sólidos, e os que receberam terapias imunomoduladoras, nos quais é possível uma grande variedade de agentes patogénicos bacterianos e fúngicos. Um exemplo deste desafio é o caso de um indivíduo com esclerose múltipla (EM) que desenvolveu ET durante o tratamento com fingolimod. As lesões cerebrais assemelhavam-se a EM e levaram à intensificação do tratamento da EM. Os testes serológicos foram úteis para estabelecer o diagnóstico correcto de ET.
| Tabela 1 - Diagnóstico no tratamento da encefalite toxoplásmica |
| Resumo das recomendações relativas à despistagem da encefalite toxoplásmica |
| - Um IgG anti-T. gondii sérico positivo sugere que um doente está em risco de ET. Por conseguinte, os doentes em risco de ET, incluindo as PVV; os indivíduos que vão receber transplantes de órgãos, incluindo órgãos sólidos ou células estaminais hematopoiéticas; ou os que vão iniciar terapias imunomoduladoras, devem ser rastreados para detecção de provas serológicas de infecção latente (anticorpo IgG) por T. gondii, a fim de determinar se um doente está em risco de ET. - A ausência de seropositividade para o anticorpo IgG do T. gondii indica que a ET é improvável. - A seropositividade para o anticorpo IgM de T. gondii tem utilidade limitada no estabelecimento do diagnóstico de ET. - O diagnóstico de ET é feito através da demonstração de melhoria clínica e radiológica à terapêutica empírica anti-ET. A terapêutica empírica é mais adequada em PVHIV com contagens de células T CD4+ <200/μl, IgG anti-T. gondii sérica reactiva e que não estejam a receber profilaxia para a ET. - A PCR do LCR pode apoiar o diagnóstico de ET, mas a punção lombar pode não ser segura em indivíduos com ET devido ao efeito de massa. - As lesões da ET devem ser diferenciadas das do linfoma primário do SNC e do tuberculoma ou abcesso tuberculoso em PVHIV. - Em indivíduos que recebem transplantes de órgãos sólidos ou hematopoiéticos ou em pacientes que recebem terapias imunomoduladoras, a ET está entre uma variedade de diagnósticos potenciais, que incluem infecções bacterianas e fúngicas e esclerose múltipla tumefacta. |

## Tratamento

### Farmacoterapia
A dormência do parasita exibida pela fase cística continua a ser o principal obstáculo para conseguir uma erradicação eficaz da toxoplasmose, uma vez que nenhum medicamento consegue eliminar os quistos tecidulares de T. gondii. Os tratamentos actuais só podem tratar infecções agudas e reactivadas; ambas são causadas por taquizoítos. Se o tratamento for atrasado, a mortalidade pode atingir um nível muito elevado em indivíduos imunocomprometidos. A actividade da pirimetamina (PYR) é potenciada quando combinada com sulfadiazina (SDZ) ou clindamicina (CLD) para a TE em PVVIH e, em combinação com ácido folínico, é o tratamento inicial recomendado. As doses elevadas de TMP-SMX são uma alternativa quando o regime preferido não está disponível. Devido à potencial alergia ou toxicidade que pode ocorrer com a utilização destes medicamentos, têm sido utilizados regimes alternativos em PVVIH, incluindo o antibiótico macrólido azitromicina ou o agente antimalárico atovaquona. Infelizmente, o acesso limitado a medicamentos de primeira linha para a TE aguda pode obrigar os médicos a escolher uma terapia alternativa. Uma suspensão oral de PYR de baixo preço controlou com êxito a TE numa PVVIH, proporcionando uma nova solução para enfrentar o desafio da acessibilidade do regime baseado em PYR. Embora o objectivo do estudo seja louvável, ele realça preocupações que vão para além das questões de eficácia e segurança, como o aumento dos preços dos medicamentos, os lucros da indústria e o acesso dos doentes a medicamentos cruciais, especialmente dos doentes sem seguro. Mais informações sobre o tratamento da toxoplasmose em doentes imunocomprometidos podem ser encontradas noutras revisões.

### Prevenção
Nas últimas décadas, os conhecimentos sobre a biologia, epidemiologia e ecologia do T. gondii expandiram-se exponencialmente e serviram de base às medidas actualmente utilizadas para controlar a infecção por T. gondii. As medidas preventivas centram-se na limitação do contacto com as vias de transmissão conhecidas e na redução da exposição às fases infecciosas do parasita. Como já foi referido, os seres humanos adquirem T. gondii através do consumo de alimentos ou água contaminados com oocistos libertados nas fezes de gatos ou através da ingestão de cistos do parasita em carne crua ou mal cozinhada. Além disso, a aquisição da infecção pode ocorrer através da ingestão de marisco cru. Por conseguinte, os PVVIH que são seronegativas só devem comer carne que tenha sido bem cozinhada, evitar comer marisco cru, limpar bem as mãos depois de tocar em carne crua, evitar jardinagem ou manusear o solo sem luvas e comer frutas e legumes que tenham sido devidamente lavados. Se os PVVIH tiverem um gato, a mudança diária da caixa de areia deve ser delegada a outra pessoa que não esteja imunocomprometida e não esteja grávida. O uso de luvas descartáveis e a lavagem cuidadosa das mãos com anti-séptico deve ser uma prática comum para as pessoas que manuseiam a caixa de areia. Sempre que possível, os gatos devem permanecer dentro de casa e não devem ser alimentados com carne crua ou mal cozinhada, e as PVVIH seronegativas não devem adoptar ou manusear gatos vadios. As recomendações acima para a prevenção da infecção por T. gondii também se aplicam a indivíduos de outros grupos de risco específicos. As directrizes normalizadas recomendam que todas as PVVIH sejam testadas quanto a provas serológicas de infecção anterior por T. gondii logo após o diagnóstico de VIH. As PVVIH que também são seropositivas para T. gondii com contagens de células T CD4+ no sangue periférico <100/μl devem receber profilaxia primária para prevenir a TE. Os indivíduos tratados com cART que tenham mais de 200 células T CD4+/μl durante >3 meses podem descontinuar com segurança a profilaxia primária. As PVVIH que tenham sido tratadas com sucesso para a TE e estejam a receber cART podem descontinuar o tratamento de manutenção quando atingirem mais de 200 células T CD4+/μl durante >6 meses. É importante notar que, apesar destas medidas preventivas, nenhuma intervenção é capaz de prevenir completamente a infecção por T. gondii.

## Qualidade de vida

### Ligação à doença psiquiátrica e à função cognitiva
O interesse em explorar a ligação entre a infecção e as alterações comportamentais e as doenças cerebrais nos seres humanos foi despertado após a descoberta de que o T. gondii pode induzir alterações neurológicas nos seus hospedeiros murinos intermédios, de modo a torná-los presas mais fáceis para o hospedeiro felino definitivo. Apesar de uma quantidade considerável de dados, as provas relativas ao impacto do T. gondii nas funções neurológicas, particularmente no que diz respeito a alterações comportamentais e doenças neurodegenerativas, continuam a ser contraditórias. Existem provas serológicas, embora indirectas e preliminares, que apontam para uma associação entre a infecção por T. gondii e anomalias psiquiátricas como a esquizofrenia e a perturbação bipolar. No entanto, ensaios clínicos aleatórios de tratamento da toxoplasmose não demonstraram qualquer benefício em indivíduos com esquizofrenia. Além disso, foram relatadas correlações entre a evidência serológica de infecção por T. gondii e uma pior função neurocognitiva em alguns estudos, mas não em todos, incluindo em PVVIH. O comprometimento cognitivo em indivíduos com esquizofrenia que também são seropositivos para T. gondii foi atribuído à inflamação imunológica mediada por alterações do metabolismo da quinurenina. O T. gondii também pode alterar outras vias, como as vias dopaminérgicas e GABAérgicas, que também foram implicadas na neurobiologia da esquizofrenia. Ainda está por esclarecer em que medida as alterações das vias supracitadas relacionadas com o T. gondii conduzem a doença psiquiátrica e a défice cognitivo.

### Prognóstico da TE em PVVIH
Mais de metade das PVVIH que sobrevivem à TE têm anomalias neurológicas residuais. Além disso, enfrentam a possibilidade de progressão do VIH e de deficiência cognitiva. Um estudo prospectivo de 205 PVVIH e TE mostrou que o início da TARV no prazo de 2 meses após o diagnóstico de TE reduziu a progressão da doença pelo VIH em comparação com os que iniciaram a TARV após 2 meses. Estes resultados são consistentes com estudos que mostraram uma melhoria da sobrevivência das PVVIH que desenvolveram TE na era cART. Os PVVIH com TE prévia podem correr um maior risco de défice cognitivo e demência subsequentes, em comparação com os PVVIH com outras infecções oportunistas do SNC ou não SNC.

## Progressos, desafios e perspectivas futuras

### Novos alvos farmacológicos
Como já foi referido, o PYR e a SDZ são os fármacos de eleição. Esta combinação de fármacos inibe sinergicamente a dihidropteroato sintase e a dihidrofolato redutase, ambas com um papel fundamental na biossíntese do folato, que é essencial para o crescimento e a proliferação do T. gondii. Outros regimes de tratamento envolvem a atovaquona, que exerce o seu efeito através da inibição do citocromo bc1 mitocondrial, levando à interrupção da respiração celular e à supressão do crescimento do parasita. A clindamicina exerce a sua actividade antimicrobiana através da inibição da síntese proteica no apicoplasto, uma organela plastídica vestigial presente no T. gondii e noutros protozoários do filo Apicomplexa. A intolerância, a má absorção, as variações na susceptibilidade das estirpes de T. gondii aos PYR, o aumento dos preços, as reacções adversas dermatológicas e hematológicas associadas à utilização da terapêutica baseada nos PYR e a incapacidade de matar os bradizoítos são desafios importantes que limitam a eficácia das actuais intervenções de primeira linha. Por estas razões, tem havido um interesse significativo na descoberta de novas formulações para tratar a TE. Um estudo anterior demonstrou que as nanosuspensões de atovaquone têm uma biodisponibilidade melhorada e uma elevada eficácia terapêutica contra a toxoplasmose reactivada em ratinhos. Outro estudo demonstrou que o tratamento de ratinhos com nanosuspensões de atovaquone revestidas com dodecil sulfato de sódio reduziu a carga parasitária e as reacções inflamatórias no cérebro.
As últimas décadas testemunharam um progresso significativo na exploração de novos e melhores agentes terapêuticos para a TE. A terapêutica dirigida ao parasita tem sido a abordagem mais comum utilizada para descobrir novas gerações de fármacos anti-T. gondii. Esta abordagem envolve o rastreio in vitro de alto rendimento de bibliotecas de compostos para identificar as novas moléculas com uma potente actividade toxoplasmicida em concentrações nanomolares contra o estádio de taquizoíto e/ou bradizoíto. O benefício clínico desta abordagem é limitado devido à necessidade de compreender a toxicidade do composto e os potenciais efeitos secundários, o modo de acção e a farmacocinética. A abordagem destas questões pode ser dispendiosa e morosa. Uma estratégia alternativa para ultrapassar estes obstáculos consiste em testar compostos aprovados para tratar outras indicações. A reorientação de fármacos tem a vantagem adicional de descobrir novas pistas com novas estruturas (diferentes da estrutura do PYR) e de apresentar novos mecanismos de acção. O rastreio de moléculas na Malaria Box de acesso livre (ou seja, Medicines for Malaria Venture) revelou novos candidatos a medicamentos anti-T. gondii que parecem ter um potencial terapêutico prometedor. Foram comunicados resultados encorajadores noutros rastreios de reorientação de medicamentos existentes, nos quais se verificou que vários compostos tinham novas indicações anti-T. gondii.

#### Resolver o impasse do tratamento da infecção latente
A eliminação de cistos persistentes de T. gondii é um pré-requisito para o sucesso de qualquer programa profilático que vise eliminar o risco de TE em populações vulneráveis. Como já foi referido, os investigadores testaram a eficácia de medicamentos aprovados reutilizados para outras indicações. Para a eliminação de cistos persistentes de T. gondii persistentes, as quinolonas antimaláricas do tipo endoquina (inibidores do citocromo apicomplexano bc1), a miltefosina antileishmania e antineoplásica (inibidor da biossíntese da fosfatidilcolina e da via PI3K/Akt/PKB) e o guanabenz (inibidor do controlo da tradução e da síntese proteica) diminuíram significativamente a carga de quistos cerebrais em ratinhos infectados com infeccão latente. Outros compostos, como o inibidor da histona desacetilase FR235222, a tanshinone IIA (inibidor da inflamação e do ciclo celular do cancro) e o anti-histamínico hidroxizina demonstraram eficácia contra os quistos de T. gondii. São necessários mais estudos de validação para seleccionar os compostos com a actividade cisticida mais potente entre estes e muitos outros medicamentos aprovados.

#### Vacinas
A vacinação pode ser utilizada para prevenir a infecção por T. gondii ou para eliminar a infecção latente. O objectivo a longo prazo de controlar a TE pode ser alcançado através da prevenção do seu desenvolvimento em indivíduos de risco. Por conseguinte, existe uma necessidade amplamente reconhecida de vacinas humanas para reforçar o arsenal existente de terapêuticas anti-T. gondii. Dada a importância óbvia dos quistos na TE, é necessário compreender melhor a pressão evolutiva e as vias moleculares que medeiam o desenvolvimento dos quistos e as respostas imunitárias associadas. Isto é especialmente importante para fornecer perspectivas bem informadas para o desenvolvimento racional de uma vacina segura e eficaz capaz de induzir uma imunidade potente contra os quistos de T. gondii. Dado o papel crucial dos CTL CD8+ no controlo dos quistos durante a infecção crónica, as moléculas GRA6 libertadas dos bradizoítos no interior dos quistos podem ser um imunogénio candidato para estimular a resposta dos CTL CD8+. Assim, na concepção de uma vacina terapêutica, a inclusão da proteína GRA6 completa ou de epítopo(s) GRA6Nt para induzir respostas de células T CD8+ pode ser uma boa abordagem para aumentar as respostas imunitárias contra os quistos persistentes. A utilização de um adjuvante para induzir IgG2a e alterar o equilíbrio das citocinas para respostas imunitárias Th1 pode potenciar a imunogenicidade de uma vacina. Uma estratégia alternativa de vacinação preventiva pode envolver a indução de CTLs CD8+ preparadas para GRA6Nt em indivíduos saudáveis, de modo a que, quando os indivíduos imunizados contraem a infecção, a resposta imunitária induzida possa impedir o desenvolvimento de novos quistos, protegendo os indivíduos vacinados do desenvolvimento de uma infecção latente. Há provas de que o microambiente da fase cística é mais dinâmico do que se pensava anteriormente, porque a replicação dos bradizoítos parece continuar dentro do quisto, embora mais lentamente do que nos taquizoítos.
Foram exploradas várias abordagens ao desenvolvimento de vacinas contra a toxoplasmose, tais como estirpes vivas atenuadas, vacinação baseada em nanopartículas, exossomas e hidratos de carbono. Apesar dos progressos significativos na descoberta de vacinas, incluindo muitos ensaios de vacinação promissores de prova de conceito em ratos, nenhuma das vacinas testadas avançou para ensaios clínicos em seres humanos. O trabalho futuro no sentido de uma vacina comercial exige estudos de validação pormenorizados para optimizar a potência e a sustentabilidade da imunidade protectora, bem como a praticidade da administração. Quando os investigadores relataram, em 2014, a primeira aplicação da ferramenta de edição de genes CRISPR/CAS9 na investigação do T. gondii, deram início a uma nova era para a identificação de genes com potencial imunogénico. Desde então, vários genes foram testados em estudos de vacinação em ratos, que ajudaram a identificar correlatos de protecção e candidatos para gerar estirpes atenuadas do estádio de taquizoíto. Em contrapartida, continuam a existir desafios quanto à priorização dos candidatos mais promissores de entre os muitos genes que conferem aptidão, à relevância destes candidatos para a fase bradizoíta e à dificuldade de aprovação regulamentar de vacinas vivas para uso humano. Por conseguinte, temos de ser realistas quanto à rapidez com que esperamos uma vacina humana. O T. gondii é um protozoário eucariótico com um grande genoma de ∼69,35 Mb, e tem >8.300 genes codificadores de proteínas. Além disso, este parasita tem um ciclo de vida complexo com várias fases de desenvolvimento antigenicamente distintas que provocam diferentes respostas imunitárias. Assim, não será fácil desenvolver uma vacina que vise várias fases de desenvolvimento. Embora o caminho para uma vacina eficaz esteja cheio de obstáculos, devemos manter a esperança de que as vacinas possam, num futuro próximo, estar disponíveis para o controlo da toxoplasmose. Finalmente, embora uma série de estudos de referência tenha dado contributos importantes para a compreensão actual da ET, muitos desafios relativos à patogénese e à gestão da ET continuam por resolver (Quadro 2). A superação desses desafios é fundamental para o desenvolvimento bem-sucedido e a realização de intervenções terapêuticas eficientes.
| Quadro 2                                             | |
| Questões-chave a considerar para investigação futura | |
| Tópico                                               | Questão ou necessidade de investigação |
| Patogénese                                           | O que está na origem da notável diversidade de T. gondii no que diz respeito à sua gama de hospedeiros intermédios e patogenicidade clínica? Como é que o mecanismo de passagem da barreira hemato-encefálica (BHE) difere entre estirpes de T. gondii? Até que ponto as alterações no citoesqueleto de actina das células endoteliais cerebrovasculares contribuem para a ruptura da BHE durante a infecção por T. gondii? Que produtos genéticos ou efectores do parasita (por exemplo, factores solúveis e exossomas extracelulares e respectivos conteúdos) induzem alterações na organização ou expressão de proteínas da junção estreita (TJ) nas células endoteliais? Em que medida é que a interacção do T. gondii com componentes celulares não endoteliais da BHE (por exemplo, astrócitos, microglia e pericitos) contribui para a patogénese da toxoplasmose cerebral? |
| Imunidade                                            | De que forma é que o tráfico e o influxo de células T CD4+ e CD8+ para o cérebro podem ser modulados por agonistas da metaloproteinase da matriz (MMP) ou antagonistas do inibidor tecidular da metaloproteinase (TIMP)? Como é que as citocinas, as MMPs e as quimiocinas orquestram a migração das células T para o cérebro e o seu recrutamento para combater a toxoplasmose? Quanta sobreposição existe no papel da interleucina 10 (IL-10) proveniente de diferentes fontes na manutenção da homeostase imunitária do cérebro durante a infecção por T. gondii? Como é que a IL-10 limita o crescimento do T. gondii e, ao mesmo tempo, atenua as respostas imunitárias excessivas? |
| Tratamento                                           | O que pode ser feito para melhorar os perfis de eficácia, segurança e tolerabilidade das terapêuticas anti-T. gondii existentes? São necessários estudos comparativos que avaliem a eficácia de diferentes estratégias de tratamento da toxoplasmose, especialmente para as populações de doentes com maior risco de TE. A terapia dirigida ao hospedeiro pode proporcionar novos tratamentos adjuvantes para a toxoplasmose e reduzir o desenvolvimento de resistência aos medicamentos? |
| Vacinação                                            | Poderão os cocktails de vacinas que incorporam múltiplos antigénios induzir respostas imunitárias anti-T. gondii mais eficazes do que uma vacina com um único antigénio? Que mecanismos poderão estar envolvidos? Que outros antigénios imunogénicos potentes estão envolvidos na imunopatogénese do T. gondii e podem ser alvo do desenvolvimento de vacinas? Os parasitas geneticamente manipulados seriam aceites pelas autoridades reguladoras como uma potencial vacina viva atenuada? intervenções. |